# Santa Maria de Costoja
Santa Maria de Costoja - en francès Eglise Sainte-Marie de Coustouges - és l'església parroquial del poble i comuna nord-catalana de Costoja, a la comarca del Vallespir, a la Catalunya del Nord.
El monestir de Santa Maria de Costoja pertanyia a l'orde benedictí, i era annex a l'església del mateix nom. Santa Maria va ser declarada monument històric de França el 1840.
Està situada a l'extrem nord del que fou la cellera de Costoja, el recinte tancat medieval a l'entorn de l'església parroquial i del seu cementiri.

## Història

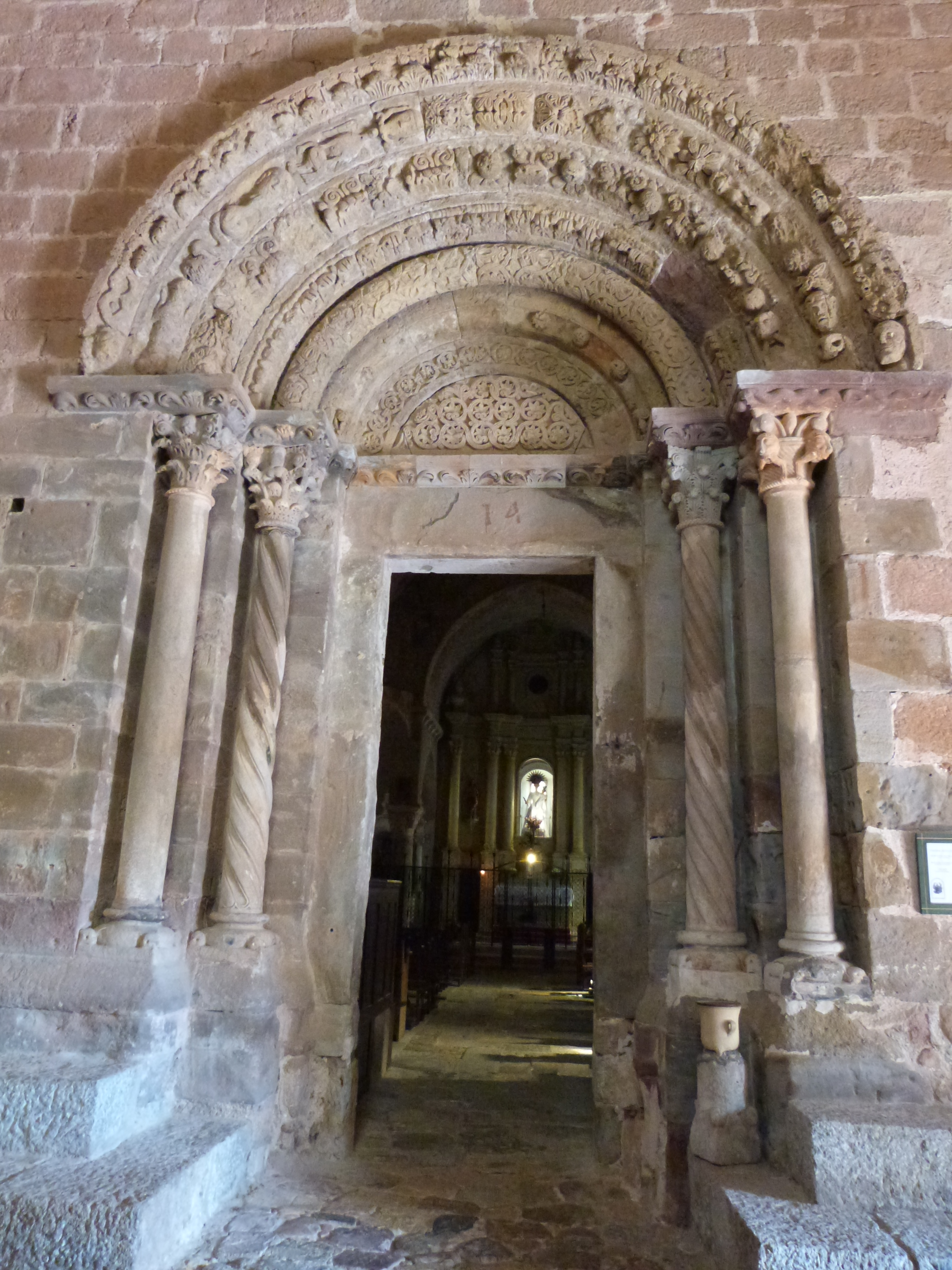
Portal d'accés a l'església

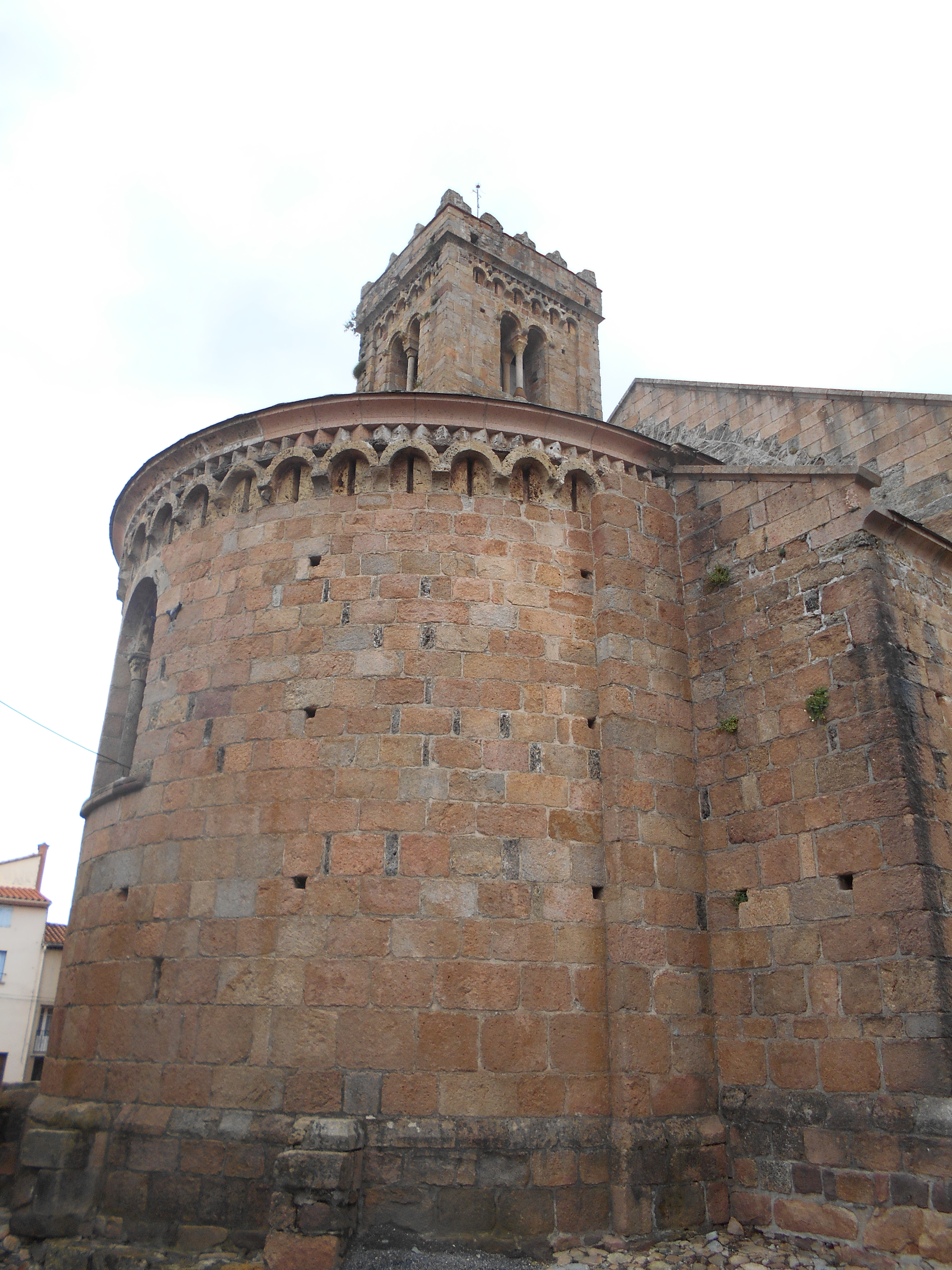
Absis de l'església

El lloc de Costoja és esmentat per primera vegada en un document del 936, en el qual Rotruda ven a Ava, comtessa de Cerdanya, vídua de Miró II, i al seu fill Oliba un alou de Costogia. En l'acta testamentària d'un altre Miró II, comte de Besalú i bisbe de Girona, s'esmenta ja l'església de Santa Maria, els delmes de la qual foren donats a l'abadia de Santa Maria d'Arles. Poc després, era propietat de la comtessa Ermengarda quan el 988 aquesta en feu donació al seu espòs, el comte de Cerdanya i Besalú Oliba Cabreta, que tot seguit la transferí totalment a Santa Maria d'Arles, que hi constituí un priorat.
L'edifici actual, obra de l'abat Ramon I d'Arles, fou consagrat el 1142 pel bisbe d'Elna Udalgar de Castellnou, substituint-ne un de més antic. En aquesta consagració es dotà el poble de l'espai per a obrir-hi cementiri. El conjunt d'església i cementiri fou envoltat per les cases del poble, formant una cellera. El 1168 es formà un capbreu, en un acord entre l'abat d'Arles, Ramon, i Bertran de Boada, que percebia drets a Costoja. En aquest capbreu s'esmenta in nostro cellario de Custodia. El 1267 es torna a esmentar la cellera, en aquest cas en el testament de Guillem Hug de Serrallonga, senyor de Serrallonga, Cabrenys i la Clusa. Després de fer un llegat a l'església de Costoja, ordena destruir el costell i l'argolla (instruments per a l'execució de condemnats) que havia fet construir a la cellera de Costoja, tot i reconeixent que no posseïa cap dret sobre les jurisdiccions penal i criminal del lloc, les quals corresponien a l'abat d'Arles.

## L'església

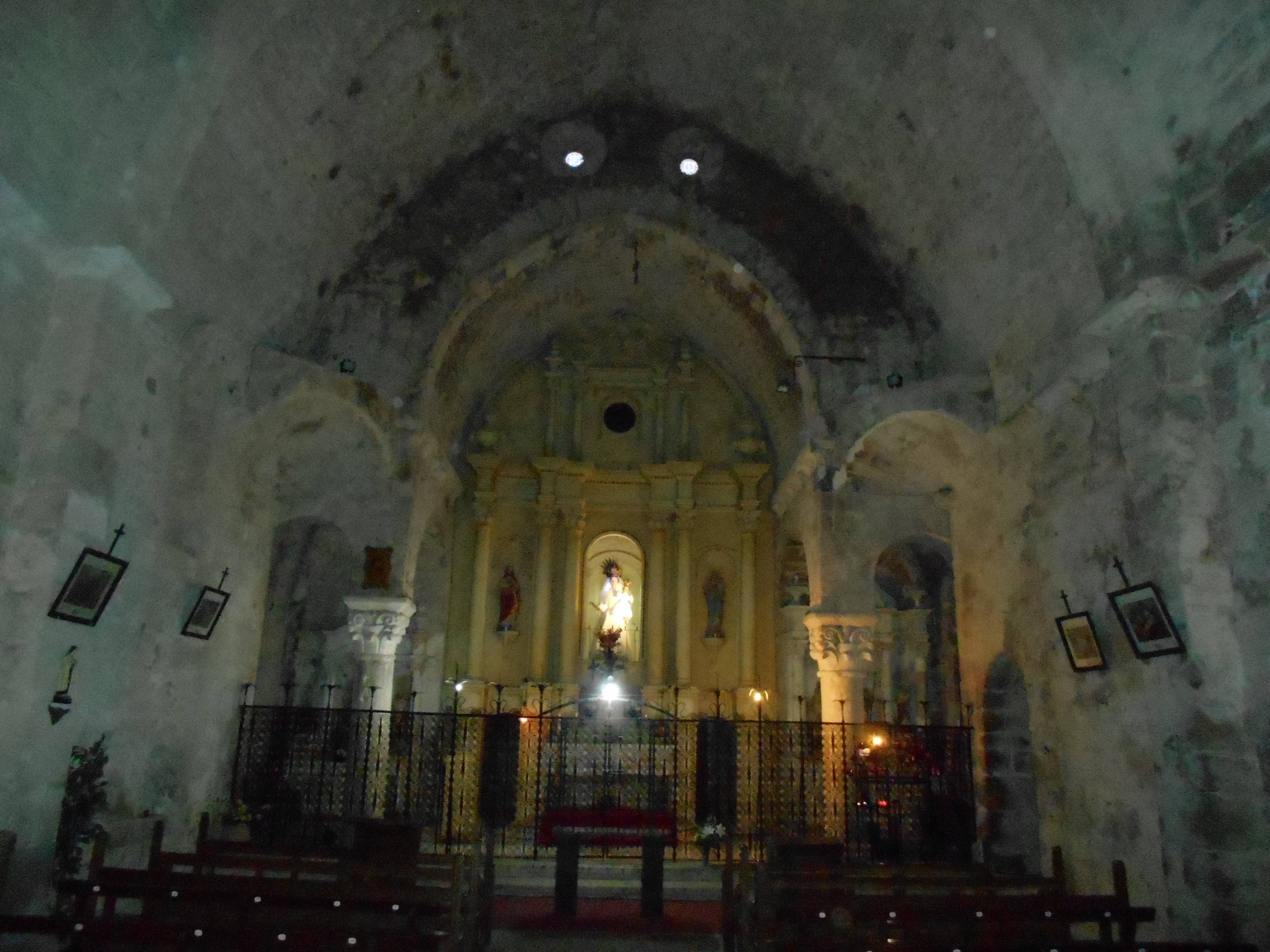
Nau i capçalera de l'església

És una església força espectacular, malgrat la seva aparent senzillesa exterior. D'una sola nau, coberta amb volta de canó lleugerament apuntada, amb la nau dividida en tres curts trams, amb arcs torals separant-los. Als peus de l'església hi ha un atri, també romànic, cobert amb volta de canó, com si fos un tram més de la nau, però constructivament separat. A la capçalera de la nau, l'absis semicircular està precedit per un tram de la mateixa alçada de l'absis, disposat com si fos un transsepte, amb capelles a banda i banda. Les solucions constructives d'aquesta zona del presbiteri són força complexes.
La portalada, una de les més belles del romànic de la Catalunya del Nord i del romànic català en general, és al frontis, a la façana de ponent, dins de l'atri; no comunica amb el carrer, sinó que forma el pas de l'atri a l'església. És una porta senzilla, sense decoració escultòrica, però formada per cinc arquivoltes en degradació, timpà, una llinda llisa i dues columnes. Una altra porta s'obre en el mateix atri, cap a migdia, que és l'accés al temple des del carrer. També sense decoració, està format per tres arcs en degradació, amb llinda i timpà.

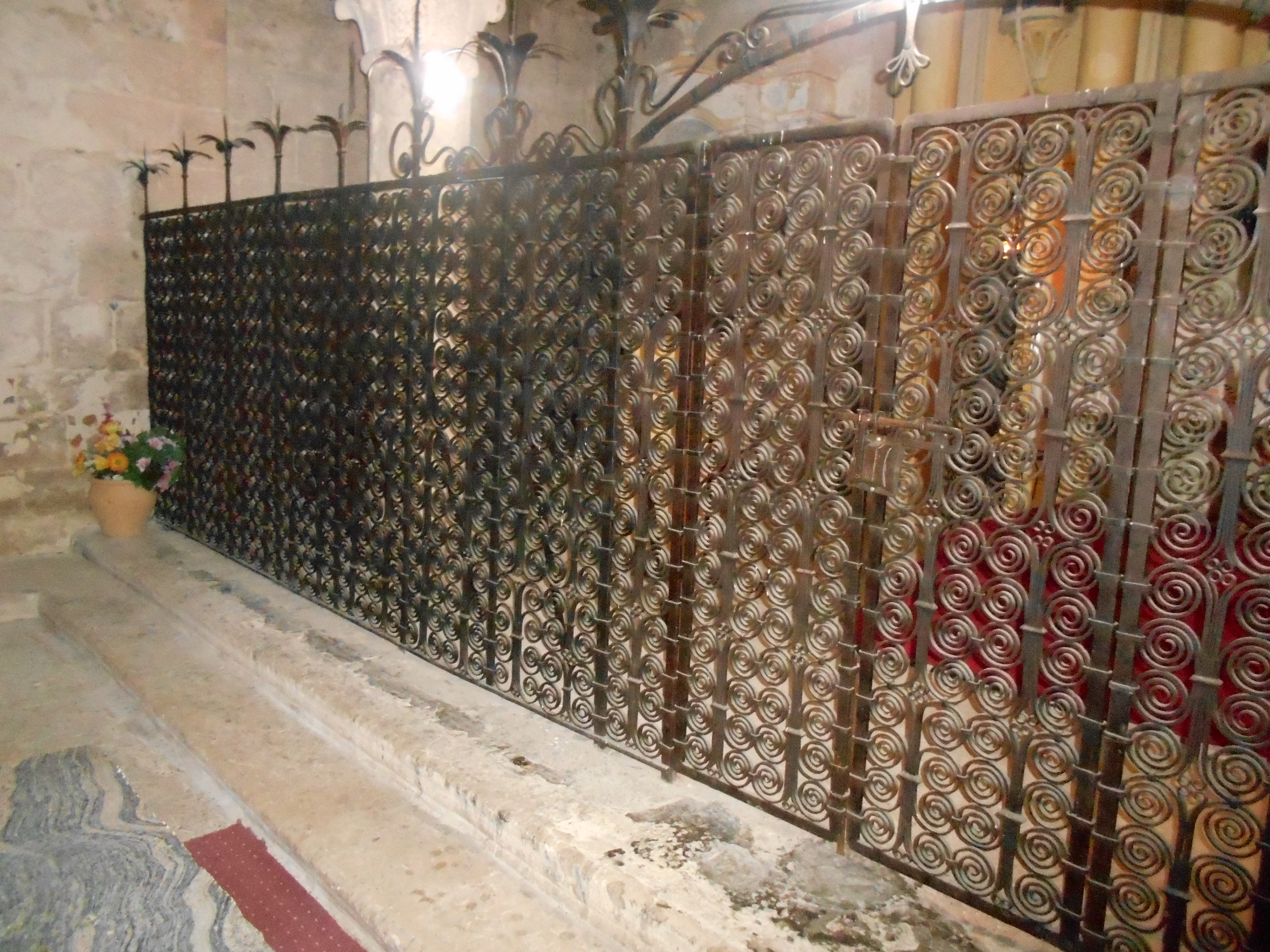
La reixa de Santa Maria de Costoja

Les tècniques constructives i la pedra utilitzada, amb una barreja de granit i pedra sorrenca vermellosa, tot amb carreus ben tallats, i amb l'ús de pedra tosca o travertí en els elements decoratius i obertures, remeten a una construcció del segle xii, que correspon plenament a la consagració del 1142.

## L'obra de ferro forjat
És notable a Santa Maria de Costoja la presència de ferro forjat a dos llocs de l'església: la porta d'entrada des del carrer a l'atri, plena de volutes, bandes de ferro i forrellat amb petits caps d'animal en els extrems. L'altre element, molt destacable perquè en queden molt pocs, d'aquests elements, és la reixa que tanca l'accés al presbiteri des de la nau. Fa 9,5 metres de llarg per 1,7 d'alçada, i ocupa la totalitat de l'amplada de la nau. Molt possiblement es tracta d'una obra del segle xiii o fins i tot XIV.